# Gilbert Bourdin
Pour les articles homonymes, voir Bourdin.
Gilbert Bourdin (25 juin 1923 - 19 mars 1998), également connu sous le nom de Swami Hamsananda Sarasvati, ou S. Hamsah Manarah, est le fondateur de l'aumisme, présentée comme la « religion universelle de l'Unité des Visages de Dieu », et dont la forme administrative est composée de l'Association cultuelle du vajra triomphant (ACVT) et de l'Association des chevaliers du vajra triomphant (AVT), anciennement Ordre initiatique des chevaliers du lotus d'or jusqu'en 1995[réf. nécessaire], et classée cette année-là comme secte par la commission parlementaire sur les sectes en France. Le siège de l'association, basé dans la région de Castellane dans les Alpes-de-Haute-Provence, où résidait Gilbert Bourdin, est le monastère du Mandarom.

## Biographie
Gilbert Bourdin naît  le 25 juin 1923, dans une famille catholique de la Martinique. Il quitte cette île en 1956. Il s'engage dans différents milieux ésotériques et occultistes, s'affilie à la Société théosophique et à la franc-maçonnerie, fréquente assidument les milieux rosicruciens, martinistes, kabbalistes et alchimistes. 
Sa recherche spirituelle l'amène à voyager, d'abord à New Delhi, puis à Rishikesh, dans l'Himalaya, où il s'intègre dans la lignée de Swami Sivananda. Le 13 février 1961, Gilbert Bourdin reçoit, dans l'ashram de Sivananda  l'initiation de sannyasin, c'est-à-dire de renonçant se consacrant à la vie spirituelle. A cette occasion, Sivananda lui donne le nom de Hamsananda Sarasvati.  
Durant l'hiver 1962-1963, Gilbert Bourdin, rentré en France, se retire dans une grotte isolée du Vaucluse. À la suite de cette expérience, en tant qu'enseignant de yoga, il rassemble autour de lui ses premiers disciples. Pendant les années suivantes, il publie 8 livres sur le yoga, dont le premier Naturopathie et yoga est traduit en espagnol, néerlandais et italien.  
C'est en 1990 qu'il se donne le titre de « Sa Sainteté le Seigneur Hamsah Manarah », se faisant ainsi appeler par les fidèles du mouvement, et se couronne « Messie Cosmo-planétaire » à la fin d'une cérémonie le 22 août 1990, première d'une série de sept cérémonies, les « sept pas de la Révélation », une pour chaque religion, jusqu'au 22 août 1991. Ce jour d'août 1990, il se présente comme le Christ de retour sur Terre, ouvrant les portes du Mandarom à la presse.
Il a exercé comme instituteur.
À partir de 1995, l'affaire de la secte du Temple solaire fait de nombreux morts ; d'anciennes adeptes portent des accusations de viols à l'encontre de Gilbert Bourdin, la collecte et la gestion des fonds soulèvent des questions : les médias deviennent davantage critiques. La secte apparaît sous un jour plus sombre, comme un lieu de détournement de mineurs et de perversion organisée. Le gourou utilise des processus de manipulations afin d'instaurer son emprise sur certains individus de la secte.
En réalité, Gilbert Bourdin a utilisé des visages différents la première partie de sa vie, pour ensuite s'ancrer dans un personnage qui lui a permis d'instituer un système de formatage de son environnement humain.

### Accusations de viol
Mis en examen et en détention provisoire en juin 1995, 
Bernard Nicolas et Florence Roncaglia écrivent ensemble un livre sur l'affaire, publié par TF1 Éditions. Ils sont condamnés par le tribunal de grande instance de Nanterre, le 17 novembre 1995, pour non-respect de la présomption d'innocence.
Selon Gilbert Bourdin, les accusations de viols sont de la calomnie : Florence Roncaglia ne connaît pas la date des viols et se contredit dans ses déclarations devant le juge (9 ans, 14 ans, puis 16 ans), et ne connaît pas l'existence des tatouages qui couvraient le corps de Bourdin.
Selon Maurice Duval, dans son ouvrage Un ethnologue au Mandarom, « une des anciennes adeptes qui se disait victime de viol et qui en a fait la matière d'un livre, s'est vue condamnée par le Tribunal de grande instance de Nanterre à payer des dommages et intérêts ».

### Décès
Gilbert Bourdin meurt le 19 mars 1998 à l'hôpital de Grasse. Il souffrait de diabète et de la maladie de Parkinson.